# 風のようにうたが流れていた
『風のようにうたが流れていた』（かぜのようにうたがながれていた）は、2004年10月4日から12月20日まで、毎週火曜日0時30分から1時間枠（月曜深夜）で、11回にわたりTBS系列で放送された音楽番組「月曜組曲」の第一部（前半30分）で、小田和正がホストとメインアーティストをつとめた、小田初のテレビレギュラー番組である。この番組のテーマ曲として、小田が同名の新曲を作った。また、同番組収録のDVDのタイトルでもある。
2019年放送の「小田和正音楽特番『風のようにうたが流れていた』」についても取り上げる。

## 概要
「小田和正の個人的音楽史」がコンセプトで、物心がついた1950年代に始まり、自身の音楽との関わりを振り返りながら、自身が影響を受けたり感銘を受けた「うた」や音楽家、また時代背景や個人的な思い出を語りつつ、幅広い曲目を演奏していった。毎回テーマがあり、それに沿ったゲストも登場して、小田と共に語り共に歌った。「風のようにうたが流れていた」という番組タイトルは、小田がふと思いついて番組プロデューサーの阿部龍二郎に伝え、決まったものである。
演奏曲は、小学校唱歌から、歌謡曲、フォークソング、洋楽や賛美歌にいたるまで多岐にわたった。もちろん個人的音楽史を語る上で、オフコース時代からの自作曲も多く演奏された。
番組テーマ曲「風のようにうたが流れていた」は、小田のアルバム『そうかな 相対性の彼方』に収録された。
当初は12回の予定だったが、2004年10月26日放送分が前夜の日本シリーズ・中日-西武第7戦中継が試合終了まで延長したため、放送休止となり、11回放送となった。
2004年の『クリスマスの約束』は、ごくわずかな時間のインタビュー以外は、当番組の総集編が放送された。

## レギュラー出演者
- 小田和正（MC、ボーカル、ギター、ピアノ）
- 佐橋佳幸（ギター、ベース）
- 木村万作（ドラム、パーカッション）
- 栗尾直樹（キーボード）
- 稲葉政裕（ベース、ギター）

## 詳細
曲目はDVD収録のもの。太字はテレビ公開曲。

## 収録・観客
- 公開収録され、TBS内のスタジオと天王洲スタジオで、2004年9月〜11月の間、6回に分けて収録された。
- スタジオの観客には音楽業界関係者や若手ミュージシャンが招待された。

## 放送時間
深夜番組のため、TBS以外の系列局では同時間帯に放送されない局が多かった。数週遅れだったり、翌2005年になってから放送されたり、放送が全く無い地域もあった。

## DVD
2005年5月、放送されなかった楽曲やトークを大幅に加えて4枚組DVDBOXとして発売された。ただし、放送時に挿入されたスーパーは収録されていない。付属の冊子（84ページ）には、全収録曲の歌詞と小田のトークに出た用語集がある。
また、映像特典として小田のインタビューと、オフコース結成時に出場したヤマハ・ライト・ミュージック・コンテストの音源と写真、2種類のタイトルバック映像（このうちの一つは小田自身の演出によるもの）が収録されている。
2016年12月にBlu-ray Discにて再発された。

## 小田和正音楽特番『風のようにうたが流れていた』（2019年）

### 解説
『クリスマスの約束』の制作チームが手がける特別番組として、2019年3月29日深夜に放送。収録は同年3月6日に小田の母校である神奈川県横浜市の聖光学院中学校・高等学校で行われた。
今回の特番には杏、矢野顕子、熊木杏里、佐藤竹善（SING LIKE TALKING）、JUJU、スキマスイッチ、根本要（STARDUST REVUE）、水野良樹（いきものがかり）、矢井田瞳、和田唱（TRICERATOPS）がゲスト出演。杏と矢野は、小田の音楽番組に登場するのはこれが初となる。ライブの模様はテレビ放送のほか、動画配信サービス「Paravi」でも配信された。さらに同年12月20日21:00 - 22:54にBS-TBS及びBS-TBS 4Kにて再放送された。

### 出演者

#### ゲスト
- 杏
- 熊木杏里
- 佐藤竹善（SING LIKE TALKING）
- JUJU
- スキマスイッチ（大橋卓弥、常田真太郎）
- 根本要（STARDUST REVUE）
- 水野良樹（いきものがかり）
- 矢井田瞳
- 矢野顕子
- 和田唱（TRICERATOPS）

#### バンドメンバー
- 木村万作 (Dr, Per)[5]
- 栗尾直樹 (Key)[5]
- 稲葉政裕 (G)[5]
- 有賀啓雄 (B)[5]
- 山本拓夫 (Sax, Flute)[5]

#### ストリングス
- 金原千恵子 (1st Violin)[5]
- 吉田翔平 (2nd Violin)[5]
- 徳高真奈美 (Viola)[5]
- 笠原あやの (Cello)[5]

### スタッフ
- ナレーション：松たか子
- アーティストマネージメント：吉田雅道、木下智明、船越達也、望月英樹、串田俊哉、横尾隆
- TM：近藤明人
- TD：中野啓
- VE：高橋和同
- VTR：古川久美子
- チーフカメラ：田代和也
- クレーンカメラ：野坂和恵
- ENG：望月浩二郎、西浦清
- 音声：相馬敦
- AUDIO/MIX：三上義英、小島聖平
- MTR：小野菜摘
- PA：中澤望、木村史郎、菊池浩、示野佑里恵、小松崎剛、松田悠里
- 照明：清水朝彦
- 4Kアドバイザー：長谷川晃司
- 技術アドバイザー：河野志朗
- 美術プロデューサー・美術デザイナー：山口智広
- 美術制作：小栗綾介
- 装置：石原隆
- 電飾：西田和正
- 楽器：田中進、下光智樹、徳増光彦、小出逸斗、高野春翼
- ヘアメイク：林崎真理子
- プロンプター：尾崎至晃、稲葉真奈津
- 日本語訳詞：江川康司
- 公開放送：廣中信行、松元裕二
- オープニングCG：オムニバス・ジャパン
- 編集：浦邉啓、磯辺宏章
- MA：池亀淳一
- 音響効果：竹田周二、加藤博紀
- TK：長谷川道子
- 技術協力：東通、TBSテックス、エヌ・エス・ティー、ティ・エル・シー、タムコ、ジェイ・クルー、レントアクト昭特、RISING、otoya、SEPT・1
- 美術協力：アックス
- 協力：FAR EAST CLUB INC.、トップコート、ワーナーミュージック・ジャパン、ソニー・ミュージックアソシエイテッドレコーズ、Rhapsody、FIREBUG、shift music、UMU、FLAG、BREAK THROUGH、LEO MUSIC、キューシート、フェイス・ミュージック、テイパーズ
- 衣装協力：BRUNELLO CUCINELLI
- 写真提供：ゲッティ
- 撮影協力：聖光学院中学校・高等学校
- 構成：恒川省三
- アシスタントプロデューサー：久松理絵
- 演出補：松木秀祐
- ディレクター：渡辺三智夫、伊藤雄介
- 舞台監督：早川康弘、長橋達雄、上川内佳子、岡本理紗
- ライブ演出：柴田猛司
- プロデューサー：服部英司
- 制作協力：TBS SPARKLE
- 製作著作：TBS

### 演奏曲
1. この道を / 小田和正
2. 風のようにうたが流れていた / 小田
3. David / 矢野顕子、小田 ※演奏前に矢野が「Yes-No」を即興で披露。
4. 中央線 / 矢野、小田
5. 青春の輝き / JUJU、杏、小田
6. SWEET MEMORIES / 杏、和田唱、小田
7. 春だったね / スキマスイッチ、根本要、水野良樹、小田
8. 元気を出して / スキマスイッチ、根本、水野、小田
9. メドレー / 和田、小田
  1. I Could Have Danced All Night
  2. Singin' in the Rain
  3. Tears in Heaven
  4. The Third Man
  5. Mrs. Robinson
  6. Que Sera, Sera
  7. Smile
10. YES-YES-YES / 小田、佐藤竹善、スキマスイッチ、和田、杏、JUJU、根本、水野
11. The Sweetheart Tree / 小田、和田、佐藤、杏、JUJU、スキマスイッチ、矢井田瞳、熊木杏里
12. 風のようにうたが流れていた / 小田、和田、佐藤、杏、JUJU、スキマスイッチ、矢井田、熊木

※最後に小田が感謝の言葉を述べ、「my home town」の一節を歌った。